# L'Affiche : Le Magazine des autres musiques
L'Affiche, ou L'Affiche : Le Magazine des autres musiques, est un magazine français consacré à la musique, pressé entre 1989 et 2002.

## Histoire
Le nom du magazine L'Affiche est choisi parce qu'au début l'idée est d'en faire un gratuit où il ne devait y avoir que de la publicité, c'est un transfert de l’affichage sauvage qui venait d’être interdit sur Paris, il est distribué sur les lieux de concerts. Le magazine est créé par Franck Fatalot. Olivier Cachin fait quelques articles dans les premiers numéros et a l'idée d'en faire un vrai magazine.
Olivier Cachin devient rédacteur en chef au no 6, le magazine s'orienta vers la musique urbaine qui n'existait pas encore dans la presse. À l'époque la publicité n'y croit pas ; le hip-hop français n'est pas encore développé, quelques disques comme ceux de Dee Nasty sortent, mais sans popularisation ultérieure. Cela commence un an et demi avant la sortie de Rapattitude.

## Liste des numéros
| Numéro | Couverture                  | Date           | Prix      |
| ------ | --------------------------- | -------------- | --------- |
| n°01   | Spike Lee                   | Février 1993   | 10 francs |
| n°02   | Shinehead                   | Mars 1993      | 10 francs |
| n°13   | Gang Starr                  | Avril 1994     | 15 francs |
| n°14   | Paris Groove Up             | Mai 1994       | 15 francs |
| n°16   | Sens Unik                   | Août 1994      | 18 francs |
| n°17   | Dee Nasty                   | Septembre 1994 | 15 francs |
| n°19   | The Roots                   | Novembre 1994  | 18 francs |
| n°20   | Steel Pulse                 | Décembre 1994  | 18 francs |
| n°21   | Teddy Riley                 | Février 1995   | 18 francs |
| n°22   | 2 Source                    | Mars 1995      | 18 francs |
| n°23   | Démocrates D                | Avril 1995     | 18 francs |
| n°24   | Fabe                        | Mai 1995       | 18 francs |
| n°25   | Massilia Sound System       | Juin 1995      | 18 francs |
| n°26   | Melaaz                      | Juillet 1995   | 18 francs |
| n°27   | Ben Harper                  | Septembre 1995 | 18 francs |
| n°28   | Rico                        | Octobre 1995   | 18 francs |
| n°30   | Coolio                      | Décembre 1995  | 20 francs |
| n°31   | Suprême NTM                 | Février 1996   | 20 francs |
| n°32   | Cool Sessions               | Mars 1996      | 20 francs |
| n°33   | Doc Gynéco                  | Avril 1996     | 22 francs |
| n°34   | Shyheim                     | Mai 1996       | 22 francs |
| n°35   | Sens Unik                   | Juin 1996      | 20 francs |
| n°37   | Raggasonic                  | Août 1996      | 22 francs |
| n°38   | Israel Vibration            | Septembre 1996 | 22 francs |
| n°39   | Mad in Paris                | Octobre 1996   | 20 francs |
| n°40   | Babyface                    | Novembre 1996  | 20 francs |
| n°41   | Snoop Doggy Dogg            | Décembre 1996  | 20 francs |
| n°42   | Warren G                    | Février 1997   | 22 francs |
| n°43   | China                       | Mars 1997      | 22 francs |
| n°44   | Rocca                       | Avril 1997     | 22 francs |
| n°45   | IAM                         | Mai 1997       | 20 francs |
| n°46   | En Vogue                    | Juin 1997      | 20 francs |
| n°47   | Burning Messie              | Août 1997      | 20 francs |
| n°48   | Coolio                      | Septembre 1997 | 20 francs |
| n°49   | Janet Jackson               | Octobre 1997   | 20 francs |
| n°50   | Passi                       | Novembre 1997  | 20 francs |
| n°52   | Khéops                      | Décembre 1997  | 22 francs |
| n°53   | Hostile                     | Février 1998   | 22 francs |
| n°54   | Oxmo Puccino                | Avril 1998     | 22 francs |
| n°55   | Expression Direkt           | Mai 1998       | 22 francs |
| n°56   | Hasheem                     | Juin 1998      | 22 francs |
| n°57   | Pierpoljak                  | Juillet 1998   | 22 francs |
| n°58   | Lauryn Hill                 | Août 1998      | 22 francs |
| n°59   | Master P / Snoop Doggy Dogg | Septembre 1998 | 22 francs |
| n°60   | R. Kelly                    | Octobre 1998   | 22 francs |
| n°61   | K-Reen                      | Novembre 1998  | 22 francs |
| n°63   | Method Man                  | Décembre 1998  | 22 francs |
| n°64   | Busta Rhymes                | Janvier 1999   | 22 francs |
| n°65   | Bisso Na Bisso              | Février 1999   | 22 Francs |
| n°66   | Première Classe             | Mars 1999      | 22 francs |
| n°67   | La Cliqua                   | Avril 1999     | 22 francs |
| n°68   | Joey Starr / Lunatic        | Mai 1999       | 22 francs |
| n°69   | Big Red                     | Juin 1999      | 22 francs |
| n°70   | Les Nubians                 | Juillet 1999   | 22 francs |
| n°71   | TLC                         | Août 1999      | 22 francs |
| n°72   | Puff Daddy                  | Septembre 1999 | 22 francs |
| n°73   | 113                         | Octobre 1999   | 22 francs |
| n°74   | Mariah Carey                | Novembre 1999  | 22 francs |
| n°75   | Jay-Z / Rakim               | Décembre 1999  | 22 francs |
| n°76   | D'Angelo                    | Janvier 2000   | 22 francs |
| n°77   | La Clinique                 | Février 2000   | 22 francs |
| n°78   | Bustaflex                   | Mars 2000      | 22 francs |
| n°79   | Lord Kossity                | Avril 2000     | 22 francs |
| n°80   | NTM                         | Mai 2000       | 22 francs |
| n°81   | Assia Abdi                  | Juin 2000      | 22 francs |
| n°82   | Pit Baccardi                | Juillet 2000   | 22 francs |
| n°83   | Wyclef                      | Août 2000      | 22 francs |
| n°84   | Passi                       | Septembre 2000 | 22 francs |
| n°85   | Disiz la Peste              | Octobre 2000   | 22 francs |
| n°86   | Le Rat Luciano              | Novembre 2000  | 22 francs |
| n°87   | R. Kelly                    | Décembre 2000  | 22 francs |
| n°88   | Snoop Dogg                  | Janvier 2001   | 22 francs |
| n°89   | JoeyStarr                   | Février 2001   | 25 francs |
| n°90   | Nuttea                      | Mars 2001      | 25 francs |
| n°91   | Fonky Family                | Avril 2001     | 25 francs |
| n°92   | Doc Gyneco                  | Mai 2001       | 25 francs |
| n°93   | Missy Elliott               | Juin 2001      | 25 francs |
| n°94   | Cheb Mami                   | Juillet 2001   | 25 francs |
| n°95   | Eve                         | Août 2001      | 25 francs |
| n°96   | Macy Gray                   | Septembre 2001 | 25 francs |
| n°97   | Saïan Supa Crew             | Octobre 2001   | 25 francs |
| n°98   | Kery James                  | Novembre 2001  | 25 francs |
| n°99   | Ol Kainry                   | Décembre 2001  | 25 francs |
| n°100  | JoeyStarr / Jamel Debbouze  | Mars 2002      | 2 euros   |
| n°102  | Ärsenik                     | Mai 2002       | 2 euros   |

| Numéro | Couverture                 | Date | Prix      |
| ------ | -------------------------- | ---- | --------- |
| HS 01  | A Tribe Called Quest       |      | 20 francs |
| HS 02  | Tupac-The Notorious B.I.G. |      | 30 francs |